# Афремовы
Афремовы (также писались Офремовы) — старинные русские дворянские роды.
В Гербовник внесены две фамилии Афремовых:
1. Потомство Наума Афремова, пожалованного грамотою в 1624 году (Герб. Часть VI. № 58).
2. Потомки Дементия Наумовича Афремова, жалованного поместьями в 1678 году (Герб. Часть X. № 81)[1].

Родоначальником дворянского рода Иван Офремов, служил в опричнине. Сын его, Наум Иванович, был осадным воеводой в городе Туле (1618—1620). Из трех внуков его двое — Иван и Тимофей Гавриловичи убиты во время Русско-польской войны в в битве под Конотопом 1659 года. Правнук его, Гаврила Иванович Офремов, был стольником (1692). Григорий Тимофеевич Офремов московский дворянин (1679-1692). Этот род Афремовы был записан в VI часть родословной книги Тульской губернии России.
- Иван Фёдорович (1794—1866) — тульский историк-краевед.

Другой старинный дворянский род этой фамилии вписан Губернским дворянским депутатским собранием в VI часть дворянской родословной книги Московской губернии Российской империи. Предок этого рода, Дементий Наумович, служил по Мценску и вёрстан поместьями (1678).

## Описание гербов

#### Герб. Часть VI. № 58.
Герб потомства Наума Ивановича Афремова: в щите, имеющем голубое поле крестообразно положены два серебряных меча, остриями вверх; над сими мечами изображена золотая шестиугольная звезда, а внизу того же металла стрела, летящая в левую сторону.
На щите дворянский коронованный шлем. Нашлемник: птица с ветвью в клюве. Намёт на щите голубой, подложенный золотом. Щитодержатели: два льва, имеющие в лапах по одному мечу.

#### Герб. Часть X. № 81.
Герб потомства Дементия Наумовича Афремова: в щите, разделенном на три части изображены: в первой пространной в золотом поле крепость натурального цвета, во второй части в красном поле серебряный меч, острием обращенный вверх, а в третьей части в голубом поле ружье.
Щит увенчан дворянским шлемом с дворянскою на нём короною, из коей виден выходящий лев натурального цвета, держащий в правой лапе меч. Намет на щите золотой, подложенный с правой стороны голубым, а с левой красным.